# Perenelle Flamel
Perenelle Flamel (Francia, 13 ottobre 1320 – 1397) è stata un'alchimista francese moglie di Nicolas Flamel.

## Biografia

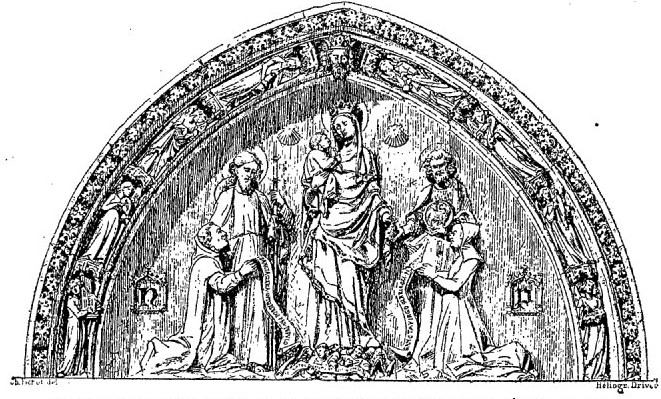
Timpano della chiesa di Saint Jacques de la Boucherie a Parigi, fondata nel 1389 da Nicolas and Perenelle Flamel, che compaiono raffigurati in ginocchio

Perenelle, vedova di due precedenti mariti e di agiata fortuna, sposò Nicolas in età alquanto avanzata nel 1368. I coniugi si dimostrarono caritatevoli e filantropi, finanziando la costruzione di chiese e ospedali, ma non ebbero figli. Morì un paio di decenni prima del marito nel 1397, lasciandogli una discreta fortuna che la sorella e il cognato contestarono in tribunale.
La fama di alchimista e anche strega per cui è nota è assai postuma, trovando origine in uno scritto apocrifo del 1612 attribuito al marito, nella cui introduzione la sua figura spicca per importanza.
A Parigi le è stata dedicata una viuzza, rue Pernelle, che interseca quella dedicata al marito nei pressi del Museo del Louvre.

## Perenelle nella cultura di massa
La leggenda la vuole resa immortale dai poteri alchemici e come tale compare in opere di fantasia, quali la serie di romanzi I segreti di Nicholas Flamel, l'immortale e il primo libro della serie di Harry Potter, ovvero Harry Potter e la pietra filosofale.